# Bellmont (Nowy Jork)
Bellmont – miasto w Stanach Zjednoczonych, w stanie Nowy Jork, w hrabstwie Franklin.